# 乞力徐
韦·乞力徐尚年（藏語：དབའས་ཁྲི་གཟིགས་ཞང་ཉེན།，威利转写：dbavs khri gzigs zhang nyen，THL：We Trisig Shangnyen，？—721年），又称尚乞力徐（藏語：ཞང་ཁྲི་གཟིགས，威利转写：zhang khri gzigs，THL：Shang Trisig），汉文史料作乞力徐，是吐蕃帝国的一位政治、军事人物。出身韦氏家族。
赤都松赞诛杀噶尔·钦陵赞卓（论钦陵）之后，大贡论之位长期空缺。705年，执政的王太后没庐·赤玛类才任命麹·莽布支拉松（藏語：ཁུ་མང་པོ་རྗེ་ལྟ་ཟུང་།，麹莽布支）为大贡论。但不久之后，麹·莽布支拉松因罪被罢免，改授韦·乞力徐尚年为大贡论。这一段时期里吐蕃政局动荡不稳，属部反叛。吐蕃一面向唐朝和解，一面致力镇压国内的叛乱。
712年，王太后没庐·赤玛类逝世。赞普赤德祖赞年幼，由乞力徐等重臣摄政。乞力徐对内政进行一系列整顿。713年，划定夏季牧场和冬季牧场，使牲畜过冬存活能力得到提高，促进了畜牧业的发展。另一方面，他严厉打击不忠之臣。
714年，乞力徐与坌达延（藏語：འབོད་ད་རྒྱལ།）率领十万人马攻打唐朝的临洮，驻军兰州，入渭源地区掠取牧马，被陇右防御使薛讷击败。
717年，乞力徐清查了各地“岸本”所属的户口册。翌年，又在塔波境内确立红册木牍制，将户籍、兵丁名册、税收、账目等事项记载在红色木简之上，加强对地方的控制。721年，乞力徐与重臣尚赞哇热（藏語：ཞང་བཙན་བར།）、绮力布藏诺匝（藏語：ཁྲི་བཟང་སྟག་ཙབ།）三人突然死去，可能是阵亡。韦·绮力心儿藏热（藏語：དབའ་ཁྲི་སུམ་རྗེ་རྕང་བཞེར།）继任大贡论。